# August Rudolph Jesaias Bünemann
August Rudolph Jesaias Bünemann (* 5. Mai 1716 in Minden; † 5. Oktober 1774 in Hannover) war ein deutscher Jurist und Schriftsteller.

## Leben
Bünemann war der Sohn des Rektors des Mindener Gymnasiums Johann Ludolf Bünemann. Er erhielt bereits eine umfassende Vorbildung in seinem Elternhaus. Auch seine ersten Erzählungen publizierte er in dieser Zeit in den Leipziger Neuen Zeitungen von gelehrten Sachen. Hierfür erhielt er von König Friedrich von Schweden ein öffentliches Lob. Mit fünfzehn Jahren beendete er seine Schulbildung am Gymnasium von Minden. Zum Studium der Rechtswissenschaft ging er im April 1733 an die Universität Halle. Dort war er insbesondere Schüler des Kanzlers Johann Peter von Ludewig. Nach seinem Abschluss 1735 wurde er Sekretär beim General Friedrich Otto von Wittenhorst-Sonsfeld, 1737 beim Staatsminister Friedrich Wilhelm von Borcke.
Bünemann wurde 1738 Fiskal bei der Kriegs- und Domänenkammer in Minden. Als sein Vater 1739 als Rektor nach Hannover berufen wurde, erhielt sein Sohn dort ebenfalls eine Anstellung als Kammer- und Kirchenanwalt. Am 22. November 1740 wurde er als Anwalt beim Oberappellationsgericht Celle zugelassen, am 31. Oktober 1753 an der Juristischen Fakultät der Universität Göttingen mit der Dissertatio iuridica de sponsae partu spurio zum Dr. iur. promoviert. Außerdem erhielt er einen Hofratstitel. Er war Primus unter den Anwälten in Hannover und an deren Ausbildung beteiligt. Am 29. November 1761 erfolgte in Schwarzburg-Sondershausen die Ernennung zum Hofpfalzgrafen, 1766 wurde er Ehrenbürger von Hannover und schließlich zum 30. Juni 1767 kurpfälzischer Hofgerichtsrat.
Bünemann wurde auf dem Friedhof der Aegidienkirche in Hannover beigesetzt.

## Werke (Auswahl)
- Commentatio Historico-Ivridica De Codicillis Indvlti Connvbialis Militvm Sive Vom Trau-Scheine, Hilliger, Halle 1737.
- Gedichte und Reden, Gerken, Frankfurt am Main 1742.
- Historiae Litterariae Iuris Primae Lineae. In Usum Studiosorum Iuris Specimen Ad Excitandas Doctiorum Acroases., Richter, Hannover 1750.
- Dissertatio iuridica de sponsae partu spurio, Schulz, Göttingen 1953.
- Die Advocaten. Ein Lustspiel, Hamburg 1753.
- Satyren, Hechtel, Helmstedt 1762 (anonym unter den fingierten Erscheinungsorten Frankfurt am Main und Leipzig).